# 苏尔塔恩普尔马杰拉
苏尔塔恩普尔马杰拉（Sultan Pur Majra），是印度德里North West县的一个城镇。总人口163716（2001年）。

## 人口
该地2001年总人口163716人，其中男性88313人，女性75403人；0—6岁人口26289人，其中男13993人，女12296人；识字率61.04%，其中男性为69.38%，女性为51.27%。